# Speocera irritans
Speocera irritans là một loài nhện trong họ Ochyroceratidae. Loài này phân bố ở Brasil.